# Marapana raralis
Marapana raralis là một loài bướm đêm trong họ Erebidae.